# Nowiny (Meszno)
Nowiny – nieoficjalny przysiółek wsi Meszno w Polsce położony w województwie lubelskim, w powiecie lubartowskim, w gminie Michów. Nie posiada sołtysa, należy do sołectwa Meszno.
Miejscowość w spisie urzędowych nazw miejscowości (TERYT). W PRNG zapisano jej nazwę na podstawie napisu na mapie, jako przysiółek niestandaryzowany wsi Meszno.
W latach 1975–1998 miejscowość administracyjnie należała do województwa lubelskiego.